# Milicias de Tropas Territoriales
La Milizia di Truppe Territoriali (Milicias de Tropas Territoriales-MTT) è una milizia paramilitare cubana composta esclusivamente da volontari civili. Venne istituita il 1º maggio 1980 e posta sotto il comando del MINFAR. La sua creazione è riconosciuta come aver segnato l'inizio dell'abbraccio ufficiale di Cuba della dottrina militare della Guerra di Tutto il Popolo, che è rimasta in vigore da allora. Come la MNR (Milizia Nazionale Rivoluzionaria) dei primi anni '60, la formazione del MTT ha rafforzato il concetto della volontà popolare di difendere la rivoluzione.
In generale, la milizia è una forza part-time con sole armi leggere che gli vengono rilasciate solo occasionalmente.

## Composizione
La maggior parte dei membri della MTT sono donne, anziani, o pensionati. Anche gli adolescenti di sesso maschile che sono troppo giovani o non ancora richiamati al servizio militare sono ammissibili ad aderire alla MTT, come lo sono gli uomini che non sono obbligati a servire come riservisti. La MTT si ampliò da 500.000 membri nel 1982 a 1.200.000 entro la metà del 1984. La dimensione della forza è rimasta a circa 1 milione, nonostante la crisi economica.
La missione della MTT durante una crisi potrebbe essere quella di combattere a fianco, e di fornire sostituzioni per, il personale della forza armata regolare; per aiutare a proteggere tali infrastrutture strategiche come ponti, autostrade e ferrovie; e di procedere a tutte le altre misure che potrebbero essere necessarie per immobilizzare, logorare, o in ultima analisi distruggere il nemico. Entro l'inizio degli anni '80, i membri della MTT erano ampiamente coinvolti nella costruzione di gallerie in tutta l'isola, che sarebbero state utilizzate come rifugio dalla popolazione in caso di attacco. Come risultato delle persistenti difficoltà economiche di Cuba durante gli anni '90, il tempo che i membri della MTT spesero nell'addestramento e nella preparazione per le loro varie attività connesse alla difesa venne ridotto. La riduzione comprende una diminuzione del tempo che i membri della MTT hanno impiegato nello svolgimento di esercitazioni congiunte e di manovre con truppe regolari delle FAR.

## Finanziamento
La MTT è supportata tramite il bilancio del MINFAR nonché attraverso donazioni "volontarie" fatte dai cittadini. La maggior parte di queste donazioni provengono da contributi sul posto di lavoro, che sono pagati attraverso trattenute settimanali dai salari dei lavoratori. Secondo il MINFAR, tra il 1981 e il 1995, le spese sostenute per l'addestramento della MTT furono in media di circa 35 milioni di pesos cubani per anno. Durante questo stesso periodo, i contributi popolari verso la forza furono in media di circa 30 milioni di pesos all'anno. Poco più della metà della spesa dell'addestramento andò verso l'acquisto di forniture di studio e di altri materiali per l'addestramento; poco più di un terzo vennero dedicati all'acquisto di armi, attrezzature di comunicazione, uniformi, e pezzi di ricambio. Anche altre organizzazioni impostarono gli obiettivi di finanziamento annuali con riferimento al loro contributo della MTT. Tra queste organizzazioni ci furono il CDR (Comitato per la Difesa della Rivoluzione), la Federazione delle Donne Cubane (Federación de Mujeres Cubanas-FMC), l'Associazione Nazionale dei Piccoli Agricoltori (Asociacian Nacional de Agricultores Pequenos-ANAP), e anche l'Organizzazione dei Pionieri José Martí (Organizacian de Pioneros Jose Marti-OPJM).
Secondo le riforme per l'assegnazione dei fondi della MTT effettuate nel sistema nel 1995, i fondi raccolti per la MTT non sono più trasmessi ad un conto di tesoreria centrale, ma rimangono entro ciascun comune per sostenere le attività locali della MTT. Nonostante le difficoltà economiche del paese, l'importo dei fondi raccolti attraverso i contributi popolari per la MTT ha continuato ad aumentare dopo l'inizio del periodo speciale nei primi anni '90. A partire dal 1995, il MINFAR pagava solo il 14 per cento delle spese totali della MTT.